# Ophioblenna antillensis
Ophioblenna antillensis is een slangster uit de familie Ophiomyxidae. De wetenschappelijke naam van de soort werd in 1859 gepubliceerd door Christian Frederik Lütken.